# نويد (قمر اصطناعي)
نويد علم وصنعت (بالعربية: بشير العلم والصناعة) هو ثالث قمر صناعي إيراني من صنع الطلاب الإيرانيون في جامعة علم وصنعت في طهران، وقد أُطلِقَ القمر نويد في الثالث من فبراير 2012م وقد دار حول الأرض 945 مرة،

## خصائص
ابعاد هذا القمر هي 50×50×50 سنتيمتر مكعب وجرمه 50 كيلو غرام تم تصميمه للاستقرار في مدار يرتفع بين 250 إلى 375 كيلومتر، وزاوية انحراف مدار 55 درجة، ويبلغ عمره المداري شهرين. يُذكَر ان هذا القمر يقوم بالتصوير من مسافة 1000 كيلومتر عن الكرة الارضية. ويؤمن القمر نويد طاقته عبر الألواح الشمسية الموجودة على هيكله، وقد تم تصميم وتصنيع هذا القمر من قبل طلاب جامعة علم وصنعت، وكشف عنه عام 2010م.

## التصنيع والتصنيف
أُعِد نموذج نويد  الهندسي قبل اطلاقه بحوالي عامين وفي فترة تقل عن خمسة أشهر، وقد صُمم وصُنع النموذج الطائر له في مركز الدراسات الفضائية في جامعة العلوم والتكنولوجيا. يُعتبَر القمر الصناعي نويد من الاقمار الصناعية التي تتبع معيار (ECSS) العالمي في تصنيفها.

## الإطلاق
تم اطلاق هذا القمر الصناعي اختبارياً للمراقبة إلى الفضاء وهو القمر الثالث الذي تطلقه الجمهورية الإسلامية الإيرانية منذ 2009م.

## الصاروخ الحامل للقمر
سفير نويد هو الصاروخ الحامل لهذا القمر من اجل وضعه في المدار الأرضي.

## اتصال القمر بالأرض
يتم اتصال قمر نويد  بالمحطات الأرضية عبر ثلاثة أجهزة إرسال والتقاط تردد عالي وتردد فوق العالي ويتم تزويدها عبر ألواح شمسية تم وضعها على جدار القمر إلى جانب البطارية.

## تصوير مفاعل ديمونا
لقد قام القمر الصناعي نويد وخلال دورته حول الأرض أن يرصد مفاعل ديمونا النووي الإسرائيلي عن قرب ويلتقط صوراً متعددة له ويرسلها للأرض وذلك بحسب موقع مشرق الإيراني. وأضاف هذا الموقع أن الأقمار الصناعية الإيرانية استطاعت أن ترصد مناطق مهمة وحساسة في فلسطين المحتلة وقواعد عسكرية جوية ومناطق مختلفة من مدينة تل أبيب وأصبح لدى إيران سيطرة كاملة على هذه المناطق عن طريق أقمارها الصناعية. وكانت قد أطلقت إيران قمرها الصناعي الثالث نويد بهدف إرسال صور للمحطة الأرضية.

## معرض الصور

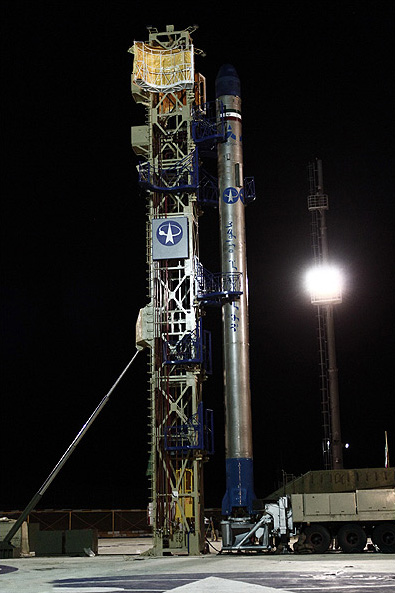
إطلاق القمر الصناعي نويد على متن الصاروخ الفضائي سفير عام 2012م

## انظر ايضاً
- أميد (قمر صناعي)
- عماد (صاروخ باليستي)
- نازعات (عائلة صواريخ)